# Africophilus bartolozzii
Africophilus bartolozzii is een keversoort uit de familie waterroofkevers (Dytiscidae). De wetenschappelijke naam van de soort is voor het eerst geldig gepubliceerd in 1991 door Rocchi.